# Luis Álvarez (tir à l'arc)
Pour les articles homonymes, voir Luis Álvarez et Álvarez.
Luis Antonio Álvarez Murillo, né le 13 avril 1991 à Mexicali, est un archer mexicain.

## Carrière
Álvarez est membre de l'équipe masculine mexicaine de tir à l'arc pour les Jeux olympiques d'été de 2012 à Londres, après avoir remporté la Coupe du monde de tir à l'arc 2012 à Ogden, aux États-Unis. Dans l'épreuve individuelle masculine, il termine 30e de la ronde de classement. S'il remporte son premier duel face à Yavor Khristov au premier tour, il s'incline face au tour suivant face au futur médaillé d'or Oh Jin-hyek. Dans l'épreuve par équipes masculine, le Mexique a battu la Malaisie et la France avant de s'incliner face à l'Italie en demi-finale. Le Mexique a perdu la médaille de bronze contre la Corée du Sud 215-219.
En 2015, il remporte les épreuves individuelles et par équipe aux Jeux panaméricains de Toronto.
Il est médaillé de bronze en tir à l'arc par équipe mixte avec Alejandra Valencia aux Jeux olympiques d'été de 2020 à Tokyo. Il est par contre battu d'entrée en individuel par le japonais Takaharu Furukawa.